# Martin Bláha
Martin Bláha (Brno, 12 de setembre de 1977) és un ciclista txec. Especialista en la pista, s'ha proclamat dos cops Campió d'Europa de Madison.

## Palmarès
- 2005
  -  Campió de Txèquia en Òmnium
  -  Campió de Txèquia en Persecució per equips
- 2010
  -  Campió d'Europa de Madison (amb Jiří Hochmann)
- 2011
  -  Campió de Txèquia en Puntuació
- 2012
  -  Campió d'Europa de Madison (amb Jiří Hochmann)
  -  Campió de Txèquia en Madison
- 2015
  -  Campió de Txèquia en Scratch
  -  Campió de Txèquia en Persecució per equips
- 2017
  -  Campió de Txèquia en Scratch

### Resultats a laCopa del Món
- 2004
  - 1r a Manchester, en Madison
- 2011-2012
  - 1r a Pequín, en Madison